# 加藤忍 (競輪選手)
加藤 忍（かとう しのぶ、1967年（昭和42年）10月3日 -）は、日本の元競輪選手。秋田県仙北郡六郷町（現美郷町）出身。現役時代は日本競輪選手会青森支部所属（登録地は秋田県）。日本競輪学校（当時。以下、競輪学校）第59期生。実娘は同じく競輪選手の加藤舞（競輪学校第116期生）。

## 略歴・戦績
普段は地元の六郷自転車競技場、降雪期には仙台市宮城野原のバンク（宮城自転車競技場）で練習してきた。
初出走は1987年（昭和52年）5月2日の福井競輪場で、初勝利は翌3日、初優勝も同開催（5月4日）。
1990年代から2000年代前半にかけて特別競輪でも活躍したが、2013年（平成25年）10月27日の青森競輪場での2位をもってラストランとした。最終級班はA級2班。
2013年10月31日、選手登録消除。現役時代の戦績は2194戦266勝、優勝17回。翌月11月28日には地元の競輪場外車券売場サテライト六郷で引退セレモニーが行われた。
現役選手であった2004年（平成16年）11月、出身地の六郷町は千畑町、仙南村と合併して新町「美郷町」となったが、加藤は2005年（平成17年）2月の合併記念式典に新町への期待をこめたビデオメッセージを送っている。